# 巨鸭奇兵
《巨鴨奇兵》（英語：Mighty Ducks: The Animated Series），是迪士尼的动画。

## 介绍
在宇宙中一个叫Puckworld的星球，有着类似鴨子的種族，平时喜歡打曲棍球和热爱和平。但某日被类似爬蟲類形态的种族Saurians入侵，而幾位鴨子侥幸逃到地球，并透过人類經紀人成立NFL曲棍球隊，同时在球場建立起反抗軍基地好未来奪回家鄉。而Saurians能拟态隱藏在人类環境中，有機器軍隊也能用黑魔法。